# Alois Ušák
Alois Ušák (9. října 1875 Žižice - 29. srpna 1935 Žižice) byl český a československý politik a meziválečný senátor Národního shromáždění ČSR za Republikánskou stranu zemědělského a malorolnického lidu.

## Biografie
Angažoval se ve veřejném a politickém životě. Byl starostou rodné obce, starostou hasičů, místostarosta Sokola, předsedou místní školní rady, členem okresního zastupitelstva a ředitelství okresní záložny hospodářské ve Slaném, okresním župním předsedou Domovin. Po roce 1918 se významně podílel na založení sítě Domovin. Byl členem předsednictva ústřední Domoviny. Od jejího založení byl rovněž členem agrární strany. V letech 1926 - 1929 ve správní radě banky Slavia. 
V parlamentních volbách v roce 1929 získal senátorské křeslo v Národním shromáždění. Mandát obhájil v parlamentních volbách v roce 1935, ale po krátké době ještě téhož roku umírá. V senátu ho nahradil Václav Turek. Profesí byl malorolníkem z obce Žižice.
Zemřel v srpnu 1935. Pohřben byl na hřbitově ve Zvoleněvsi.